# Aube (departman)
Aube je departman u francuskoj regiji Grand Est. Ovaj departman dobio je ime po rijeci Aube, koja je desna pritoka rijeke Seine.

## Povijest
Ovo je područje prvi put spojeno s Francuskim kraljevstvom 843. godine, Verdunskim sporazumom.
Ovaj departman stvoren je tijekom Francuske revolucije, 4. ožujka 1790., primjenom zakona od 22. prosinca 1789. godine. Departman je stvoren od dijela bivše provincije Champagne.

## Zemljopis
Aube je dio regije Grand Est. Graniči s departmanima Marne na sjeveru, Haute-Marne na istoku, Côte-d'Or na jugoistoku, Yonne na jugozapadu i Seine-et-Marne na zapadu. Ovo je značajno vinorodno područje.

## Gospodarstvo
Gospodarstvo departmana se od 19. stoljeća temelji na industriji i to većinom tekstilnoj industriji. Ovaj sektor je danas u krizi što izaziva promjene u gospodarstvu.

## Vanjske poveznice
- Prefektura departmana Aube
- Generalno vijeće departmana Aube
- Odbor za turizam departmana Aube
- Arhive departmana Aube

|  | Portal Francuske – Pristup člancima s tematikom o Francuskoj. |